# Clapton in Gordano
Clapton in Gordano est une paroisse civile et un village du Somerset, en Angleterre.